# Philipp zu Hohenlohe-Langenburg
Philipp Gottfried Alexander Prinz zu Hohenlohe-Langenburg (* 20. Januar 1970 in Crailsheim) ist ein deutscher Unternehmer und seit 2004 Chef des Hauses Hohenlohe-Langenburg. Als solcher ist er seither in der Öffentlichkeit als Fürst zu Hohenlohe-Langenburg bekannt.

## Name
In seinem Personalausweis ist nach eigenen Angaben der Name Philipp Gottfried Alexander Prinz zu Hohenlohe-Langenburg eingetragen. Er nenne sich aber Fürst, da er einen fürstlichen Betrieb leite und in der Tradition früherer Familiengeschäfte stehe. Traditionell verwendeten alle Chefs seines Hauses seit 1764 diesen Erstgeburtstitel, offiziell bis 1806 als Herrscher, bis 1918 als Standesherren und bis 1950 noch amtlich als Namensbestandteil für seinen Urgroßvater, den Fürsten Ernst II., seither jedoch in der Regel pseudonym. Als seit 1918 obsolete Höflichkeitsform ist auch noch die Verwendung des Adelsprädikats Durchlaucht (S. D.) möglich und üblich. Dieses Prädikat ist in Deutschland seit der Abschaffung der Monarchie zwar nur noch eine Höflichkeitsgeste ohne gesetzlichen Anspruch, wird aber traditionell oft verwendet und im diplomatischen Protokoll ausländischer Monarchien weiterhin auch offiziell berücksichtigt.

## Familie
Philipp Prinz zu Hohenlohe-Langenburg wurde als erster Sohn von Kraft zu Hohenlohe-Langenburg und dessen Gattin Charlotte Alexandra Prinzessin von Croÿ geboren. Sein Vater war der älteste Sohn von Gottfried zu Hohenlohe-Langenburg und dessen Gemahlin Prinzessin Margarita von Griechenland, der ältesten Schwester von Prinz Philip, Herzog von Edinburgh, dem Gatten von Königin Elisabeth II. Sein Vater war damit ein Cousin des britischen Königs Charles III. sowie von Prinzessin Anne, der britischen Princess Royal und deren Geschwistern Andrew und Edward. Anne ist eine von Philipps Patentanten. Philipp war neben dem 2022 verstorbenen Max Markgraf von Baden als einziger Deutscher 2011 zur Hochzeit von William und Kate im britischen Königshaus eingeladen. Als Nachkomme der Königin Victoria belegte Prinz zu Hohenlohe-Langenburg 2001 Platz 192 in der britischen Thronfolge, 2013 stand er auf Platz 189 der etwa 5000 lebende Personen umfassenden Liste. Gegenseitige Besuche der Familien Windsor und Hohenlohe-Langenburg sind häufig. So war Elisabeth II. einmal auf Schloss Langenburg, bei ihrem ersten Staatsbesuch der Bundesrepublik Deutschland, ihr Ehemann Prinz Philip war dort mehrere Male bei seiner älteren Schwester und ihren Kindern und Enkeln und auch Prinz Charles besuchte seinen Verwandten mehrfach. Im Gegenzug lud Elisabeth II. die Familie um Philipp jährlich im Mai zum Pferderennen von Ascot nach Windsor und im Winter zur Jagd nach Sandringham House in Norfolk. Am 17. April 2021 war Philipp zu Hohenlohe-Langenburg unter den 30 geladenen Gästen bei der Trauerfeier seines Großonkels Prinz Philip auf Schloss Windsor, deren Gästeliste durch die strengen Beschränkungen während der Corona-Pandemie sehr reduziert war. Auch ein Jahr später, als die Pandemie-Maßnahmen wieder etwas gelockert waren, nahm er am Gedenkgottesdienst für den verstorbenen Prinzgemahl in London teil.
Philipp heiratete die promovierte Investmentbankerin Saskia Li Binder (* 15. Januar 1973 in München), Tochter des ehemaligen Direktors der Deutsche-Bank-Filiale München Hans Peter Binder, am 6. September 2003 standesamtlich in Langenburg und kirchlich am 13. September 2003 in Dießen am Ammersee. Das Paar hat zwei Söhne und eine Tochter: Max-Leopold, Gustav und Marita.

## Leben und Werk
Er machte eine Lehre zum Bankkaufmann und studierte anschließend Betriebswirtschaft, ehe er im Alter von 34 Jahren nach dem Tod seines Vaters den Langenburger Besitz, zu dem auch rund 2.700 ha Wald um Langenburg und Weikersheim gehören, übernahm. Dieser Grundbesitz, der von der „Fürstlichen Forstverwaltung Hohenlohe-Langenburg“ bewirtschaftet wird und die Haupteinnahmequelle des Hauses ist, macht Philipp zu einem der größten Waldbesitzer in Deutschland. Auch folgte er seinem Vater als 1. Vorsitzender des Deutschen Automuseums nach, das jener mit Richard von Frankenberg gegründet und 1970 auf Schloss Langenburg eröffnet hatte. Es ist das älteste unabhängige Automuseum in Deutschland.
Philipp gilt als Befürworter der Windkraft, deren Ausbau er fördert. So schloss er im April 2012 gemeinsam mit dem Rechtsanwalt und Besitzer der Götzenburg Jagsthausen Götz Freiherr von Berlichingen (* 1967), Roman Herzogs Stiefsohn, einen Vertrag mit der EnBW zur Entwicklung eines der größten geschlossenen Windkraft-Entwicklungsportfolios in Baden-Württemberg. Im Brüchlinger Wald, der dem Fürsten gehört und der zur Gemarkung Langenburg zählt, will der Energiekonzern auf einer Fläche von rund 540 Hektar zunächst 18, später 24 Windräder mit einer Höhe von rund 200 Metern (bis zur Rotorspitze) errichten. Dieses Engagement des Fürsten ist nicht unumstritten und sorgt für große Proteste in der Bevölkerung. Philipp sieht dagegen in der Windkraft die Chance, die einseitige Abhängigkeit von der durch Natureinflüsse extrem anfälligen Forstwirtschaft zu beenden. Er möchte nach eigenen Angaben eine weitere Einnahmequelle schaffen, um die Sanierungs- und Unterhaltskosten für das Langenburger Schloss gegenfinanzieren zu können. Dafür sind immer wieder erhebliche Aufwendungen nötig. So kostete alleine die Sanierung der Schlossbrücke im Jahre 2014 rund 250.000 Euro. Einen Teil der Summe finanzierte Philipp, indem er 100 Waffen aus dem Besitz des Langenburger Fürstengeschlechts in einem Londoner Auktionshaus versteigern ließ. Nach eigenen Angaben fallen dem Fürsten zu Hohenlohe-Langenburg jährlich 100.000 bis 200.000 Euro für Sanierungskosten am kulturhistorisch wertvollen Schloss Langenburg an. Schloss Langenburg hat 5 ha Mauern, 4 ha Dächer und über 1 km Heizungsrohre. Philipp zu Hohenlohe versucht durch Veranstaltungen wie z. B. die Fürstlichen Gartentage, Hochzeiten und Events sowie den Waldkletterpark Hohenlohe auf dem Schlossberg neue Ertragsquellen zu erschließen, um die Erhaltung seines Schlosses zu finanzieren. Zusammen mit dem Schlosscafé mussten neben der Sanierung der Schlossbrücke 2014 sogar 380.000 Euro aufgewendet werden.
Gemeinsam mit seiner Frau rief Philipp zu Hohenlohe das Motto „Schloss Langenburg - Erlebnis Hohenlohe“ ins Leben, um damit die Belebung von Schloss Langenburg mit seinen Museen voranzutreiben. 2004 rief er die jährlich stattfindenden Fürstlichen Gartentage auf Schloss Langenburg ins Leben, die mit jährlich mehr als 25.000 Besuchern als größte private Gartenmesse in Baden-Württemberg gelten. Im Jahre 2011 war Philipp neben dem Geschäftsführer der Staatlichen Schlösser und Gärten Baden-Württembergs, Michael Hörrmann, Initiator des Vereins Schlösser Burgen Gärten Baden-Württemberg (SBGBW), zu dem sich kommunale Träger wie die „Staatlichen Schlösser und Gärten Baden-Württemberg“ sowie private Burgherren und Schlossbesitzer, die zusammen fast 100 Monumente einbringen, zusammenschlossen. Philip und Hörrmann sind die Vorsitzenden des in Schloss Bruchsal residierenden Vereins. 2016 gründete Philipp das Gartennetzwerk Hohenlohe, das juristisch noch zum Verein „Schlösser Burgen Gärten Baden-Württemberg“ gehört. Am 9. Mai 2016 stellten die Mitglieder das Netzwerk, zu dem der Verein Schlösser, Burgen, Gärten Baden-Württemberg, die Touristikgemeinschaft Hohenlohe, die Schwäbisch Hall Tourismus in Schwäbisch Hall sowie die Staatlichen Schlösser und Gärten Baden-Württemberg gehören, auf der Landesgartenschau Öhringen der Öffentlichkeit vorgestellt.
Am 24. Juni 2007 wurde er zum Ehrenritter des Johanniterordens ernannt.
Philipp zu Hohenlohe-Langenburg ist Mitglied des Langenburger Gemeinderats. 2010 fand die 169. Zusammenkunft des Bremer Tabak-Collegiums auf Schloss Langenburg statt, zu der auch Bundespräsident Roman Herzog gekommen war.
Hohenlohe-Langenburg setzt sich als 1. Vorsitzender der Hohenlohe Gesellschaft aktiv für die Förderung nachhaltiger Landwirtschaft und traditioneller, qualitativ hochwertiger  Landwirtschaftsprodukte ein, im Hohenloher Land sowie deutschlandweit. Seit einigen Jahren arbeitete er in diesem Zusammenhang eng mit der International Sustainability Unit seines Onkels 2. Grades, des vormaligen Kronprinzen Charles, zusammen.
Philipp zu Hohenlohe-Langenburg ist Initiator und gemeinsam mit der 2009 vom ehemaligen deutschen Außenminister Joschka Fischer gegründeten Joschka Fischer & Company Träger der Firma Langenburg Forum für Nachhaltigkeit. Unterstützt wird deren Arbeit von Prinz Charles’ International Sustainability Unit. 2011, 2013 und ebenso 2015 fand ein zweitägiges vom Langenburg Forum für Nachhaltigkeit veranstaltetes Forum auf Schloss Langenburg statt, das Forum von 2011 hatte nachhaltige Landwirtschaft im internationalen Vergleich zum Thema, das von 2013 hatte nachhaltige regionale Agrar- und Nahrungsmittelsysteme, das von 2015 hatte nachhaltige Mobilität und Logistik zum Thema, welches von rund 100 Entscheidern aus Politik, Zivilgesellschaft und Wirtschaft diskutiert wurde. Die ehemalige US-Außenministerin Madeleine Albright sprach 2015 im Schloss Langenburg dazu eine Keynote. Weitere Gäste waren Klaus Töpfer, Ex-Umweltminister, BMW-Vorstand Peter Schwarzenbauer und Günther Oettinger, EU-Kommissar für Digitale Wirtschaft, Ex-Bundesaußenminister Joschka Fischer sowie Ministerpräsident Winfried Kretschmann und Justizminister Heiko Maas. König Charles III., damals noch Kronprinz, der 2013 noch persönlich vor Ort war, war per Video zugeschaltet. 2017 war der ehemalige Generalsekretär der Vereinten Nationen, Kofi Annan, Teilnehmer des Forums.

## Vorfahren
| Ahnentafel Philipp Prinz zu Hohenlohe-Langenburg | Ahnentafel Philipp Prinz zu Hohenlohe-Langenburg                                                                         | Ahnentafel Philipp Prinz zu Hohenlohe-Langenburg                                                                         | Ahnentafel Philipp Prinz zu Hohenlohe-Langenburg                                                            | Ahnentafel Philipp Prinz zu Hohenlohe-Langenburg                                                              | Ahnentafel Philipp Prinz zu Hohenlohe-Langenburg                                                             | Ahnentafel Philipp Prinz zu Hohenlohe-Langenburg                                        | Ahnentafel Philipp Prinz zu Hohenlohe-Langenburg                                        | Ahnentafel Philipp Prinz zu Hohenlohe-Langenburg                                        |
| ------------------------------------------------ | --- | --- | --- | --- | --- | --------------------------------------------------------------------------------------- | --------------------------------------------------------------------------------------- | --------------------------------------------------------------------------------------- |
| Ururgroßeltern                                   | Fürst Hermann zu Hohenlohe-Langenburg (1832–1913) ⚭ 1862 Prinzessin Leopoldine von Baden (1837–1903)                     | Herzog Alfred von Sachsen-Coburg und Gotha (1844–1900) ⚭ 1874 Großfürstin Maria Alexandrowna von Russland (1853–1920)    | König Georg I. von Griechenland (1845–1913) ⚭ 1867 Großfürstin Olga Konstantinowna von Russland (1851–1926) | Prinz Ludwig Alexander von Battenberg (1854–1921) ⚭ 1884 Prinzessin Viktoria von Hessen-Darmstadt (1863–1950) | Prinz Alexander von Croÿ (1828–1887) ⚭ 1863 Gräfin Elisabeth Maria von Westphalen zu Fürstenberg (1834–1910) | Graf Georg von Stockau (1837–1922) ⚭ 1872 Eveline Baltazzi (1854–1901)                  | Archibald Campbell, 6. Master von Glendaruel († 1875) ⚭ Christina MacLaren († 1890)     | Reverend Robert Lang (1840–1908) ⚭ 1866 Adine Louisa Tayler (1839–1911)                 |
| Urgroßeltern                                     | Fürst Ernst II. zu Hohenlohe-Langenburg (1863–1950) ⚭ 1896 Prinzessin Alexandra von Sachsen-Coburg und Gotha (1878–1942) | Fürst Ernst II. zu Hohenlohe-Langenburg (1863–1950) ⚭ 1896 Prinzessin Alexandra von Sachsen-Coburg und Gotha (1878–1942) | Prinz Andreas von Griechenland (1882–1944) ⚭ 1903 Prinzessin Alice von Battenberg (1885–1969)               | Prinz Andreas von Griechenland (1882–1944) ⚭ 1903 Prinzessin Alice von Battenberg (1885–1969)                 | Prinz Alexander von Croÿ (1873–1937) ⚭ 1908 Gräfin Mathilde von Stockau (1881–1949)                          | Prinz Alexander von Croÿ (1873–1937) ⚭ 1908 Gräfin Mathilde von Stockau (1881–1949)     | William MacLaren Campbell (1864–1924) ⚭ 1914 Dorothy Clotilda Lang (1879–1968)          | William MacLaren Campbell (1864–1924) ⚭ 1914 Dorothy Clotilda Lang (1879–1968)          |
| Großeltern                                       | Gottfried zu Hohenlohe-Langenburg (1897–1960) ⚭ 1931 Prinzessin Margarita von Griechenland (1905–1981)                   | Gottfried zu Hohenlohe-Langenburg (1897–1960) ⚭ 1931 Prinzessin Margarita von Griechenland (1905–1981)                   | Gottfried zu Hohenlohe-Langenburg (1897–1960) ⚭ 1931 Prinzessin Margarita von Griechenland (1905–1981)      | Gottfried zu Hohenlohe-Langenburg (1897–1960) ⚭ 1931 Prinzessin Margarita von Griechenland (1905–1981)        | Alexander Prinz von Croÿ (1912–2002) ⚭ 1938 Anne Campbell (1917–1986)                                        | Alexander Prinz von Croÿ (1912–2002) ⚭ 1938 Anne Campbell (1917–1986)                   | Alexander Prinz von Croÿ (1912–2002) ⚭ 1938 Anne Campbell (1917–1986)                   | Alexander Prinz von Croÿ (1912–2002) ⚭ 1938 Anne Campbell (1917–1986)                   |
| Eltern                                           | Kraft zu Hohenlohe-Langenburg (1935–2004) ⚭ 1965 Charlotte Prinzessin von Croÿ (* 1938)                                  | Kraft zu Hohenlohe-Langenburg (1935–2004) ⚭ 1965 Charlotte Prinzessin von Croÿ (* 1938)                                  | Kraft zu Hohenlohe-Langenburg (1935–2004) ⚭ 1965 Charlotte Prinzessin von Croÿ (* 1938)                     | Kraft zu Hohenlohe-Langenburg (1935–2004) ⚭ 1965 Charlotte Prinzessin von Croÿ (* 1938)                       | Kraft zu Hohenlohe-Langenburg (1935–2004) ⚭ 1965 Charlotte Prinzessin von Croÿ (* 1938)                      | Kraft zu Hohenlohe-Langenburg (1935–2004) ⚭ 1965 Charlotte Prinzessin von Croÿ (* 1938) | Kraft zu Hohenlohe-Langenburg (1935–2004) ⚭ 1965 Charlotte Prinzessin von Croÿ (* 1938) | Kraft zu Hohenlohe-Langenburg (1935–2004) ⚭ 1965 Charlotte Prinzessin von Croÿ (* 1938) |
| Philipp Prinz zu Hohenlohe-Langenburg (* 1970)   | | | | | |                                                                                         |                                                                                         |                                                                                         |

## TV- und Radioberichterstattung
- Uschi Dämmrich von Luttitz: Blaues Blut und Grüner Daumen. Ausgestrahlt im BR Fernsehen vom 17. Juni 2016 um 19:30 Uhr.
- Landesschau Baden-Württemberg vom 28. April 2016: Philipp Fürst zu Hohenlohe-Langenburg.
- Adel im Südwesten. Walter Janson spricht mit dem Fürsten Philipp zu Hohenlohe-Langenburg. In: ZDF. 25. August 2015, archiviert vom Original am 28. Juli 2016.
- ServusTV: Wo Grafen schlafen. Schloss Langenburg – „Die lieben Verwandten“. Österreich 2013
- Vorstellung beim SWR: Landesschau unterwegs: Philipp Fürst zu Hohenlohe-Langenburg lebt in Schloss Langenburg (aufgerufen am 24. Dezember 2011)
- Fürst Philipp zu Hohenlohe-Langenburg im Interview mit Michael Branik: Die Schattenseiten des Schlosslebens. Gesendet am 3. November 2015 auf SWR4.